# عبد الواحد بن محمد بن المسلم
عبد الواحد بن محمد بن المسلم بن الحسن بن هلال ، الأزدي الدمشقي، ابن هلال، هو عالمٌ مسلمٌ من علماء الحديث النبوي وُلِدَ في القرن 5 هـ في عام 489 هـ
قال عنه الذهبي رحمه الله: الشيخ الجليل العدل الأمين المسند، أبو المكارم وكان مولده في جمادى الأولى سنة تسع وثمانين وأربعمئة .
وكان عدلا كبيرا، متجملا، حج غير مرة، ووقف، وتصدق، وكان ذا حظ من صلاة وتلاوة وصيام، وأثني عليه بهذا وبغيره، وحدث عنه : الحافظ أبو القاسم بن عساكر، وابنه، وابن أخيه زين الأمناء، وأبو القاسم بن صصرى، والحافظ عبد الغني، والشيخ أبو عمر، وموفق الدين أخوه، والشهاب محمد بن خلف بن راجح، ومحمد بن غسان، وآخرون .

## روايته للحديث النبوي
- سَمِعَه: سمعه أبوه حضورا جزءا من حديث خيثمة على الشيخ عبد الكريم الكفرطابي
- سمع من : الشريف النسيب، وأبي طاهر الحنائي، وأبي الحسن بن الموازيني
- أجاز له : نصر بن إبراهيم المقدسي، وسهل بن بشر الإسفراييني، وعبد الله بن عبد الرزاق الكلاعي